# Thomas Percy (comploteur)
Pour les articles homonymes, voir Thomas Percy.
Thomas Percy (v. 1560-8 novembre 1605) était membre d'un groupe de conjurés catholiques anglais qui avaient planifié le complot des poudres en 1605.

## Biographie
C'était un homme grand, au physique impressionnant dont on sait peu de choses sur la vie entre la fin de ses études secondaires en 1579 au Peterhouse College de Cambridge, et son mariage en 1591 avec Martha Wright. En 1596, un parent éloigné, Henri Percy, 9e comte de Northumberland, le nomma intendant du château d'Alnwick et responsable des terres du nord de la famille de Percy. Il a servi le comte aux Pays-Bas vers 1600-1601 et, dans les années qui ont précédé 1603, a été son intermédiaire pour une série de communications confidentielles avec le roi Jacques VI d'Écosse.
Après l'accession de Jacques au trône d'Angleterre en 1603, Percy est devenu désabusé sur le nouveau roi, qu'il croyait être revenu sur ses promesses de tolérance pour les catholiques anglais. Sa rencontre en juin 1603 avec Robert Catesby, un fanatique religieux rejetant de même la nouvelle dynastie royale, l'a conduit l'année suivante à se joindre à la conspiration visant à tuer le roi et ses ministres en faisant exploser la Chambre des lords avec de la poudre à canon. Percy a fourni au groupe un financement et a obtenu les baux de certaines propriétés à Londres, dont l'un était le cellier situé directement sous la Chambre des lords, dans laquelle la poudre a finalement été placée. Les conjurés avaient également prévu d'engager un soulèvement dans les Midlands, en même temps que d'enlever la fille du roi, la princesse Élisabeth. Percy devait rester à Londres et capturer son frère, le prince Henri.
Quand le complot fut découvert, le 5 novembre 1605, Percy s'enfuit immédiatement vers les Midlands, pour  rattraper les autres conjurés en route vers Dunchurch dans le Warwickshire. Leur fuite a pris fin à Holbeche House, à la frontière du comté de Stafford, lorsque le shérif de Worcester et ses hommes assiégèrent la maison le 8 novembre à l'aube. Percy aurait été tué par la même balle que Catesby. Son corps a été exhumé par la suite et sa tête exposée à l'extérieur du Parlement.
Dans sa jeunesse, Percy aurait été « sauvage plus qu'à l'ordinaire, et bien doué à la lutte », mais ses excès ont été quelque peu tempérés par sa conversion au catholicisme. Il semble avoir abandonné sa première femme pour une autre femme et a fait pendant un certain temps de la prison pour avoir tué un homme lors d'une escarmouche. Son appartenance à l'intrigue se révéla extrêmement dommageable pour son protecteur et parent, le comte de Northumberland, qui, bien que non impliqué, fut emprisonné dans la Tour de Londres jusqu'en 1621.

## Culture populaire
- Dans la série Gunpowder, son personnage est interprété par Daniel West (en).